# Иманишимве, Эммануэль
Эммануэль Иманишимве (руанда , фр. и англ. Emmanuel Imanishimwe; род. 2 февраля 1995, Кигали) — руандийский футболист, левый защитник клуба «АЕЛ» и сборной Руанды.

## Клубная карьера
Свою футбольную карьеру Иманисимве начал в клубе Район Спорт. В сезоне 2014/15 дебютировал в лиге Руанды. В 2015 году он перешёл в АПР. Вместе с АПР четыре раза становился чемпионом страны в сезонах 2015/16, 2017/18, 2019/20, 2020/21. Занял второе место в сезоне 2018/19. Он также выиграл Кубок Руанды в сезоне 2016/17. 
В начале 2022 года Иманисимве стал игроком марокканского ФАР. В 2024 году перешёл в «АЕЛ».

## Карьера в сборной
Дебютировал 3 сентября 2016 года в игре против Ганы. Сыграл за сборную 40 игр, в том числе на отборах чемпионата мира, кубка африканских наций и на чемпионате африканских наций 2016 года.

## Достижения
АПР
- Победитель чемпионата Руанды по футболу (4 раза)
- Победитель Кубка Руанды по футболу (2017)

ФАР
- Кубок Марокко по футболу (2020)[4]
- Победитель чемпионата Марокко по футболу (2022/23)[4]